# العلاقات الأذربيجانية الزيمبابوية
العلاقات الأذربيجانية الزيمبابوية هي العلاقات الثنائية التي تجمع بين أذربيجان وزيمبابوي.

## مقارنة بين البلدين
هذه مقارنة عامة ومرجعية للدولتين:
| وجه المقارنة                                              | أذربيجان        | زيمبابوي |
| --------------------------------------------------------- | --------------- | --- |
| المساحة (كم2)                                             | 86.60 ألف       | 390.76 ألف |
| عدد السكان (نسمة)                                         | 10.00 مليون     | 16.53 مليون |
| الكثافة السكانية (ن./كم²)                                 | 115.47          | 42.3 |
| العاصمة                                                   | باكو            | هراري |
| اللغة الرسمية                                             | اللغة الأذرية   | لغة إنجليزية، اللغة الشونا، النديبيلية الشمالية ‏، لغة الشيشيوا، Barwe ‏، Kalanga language ‏، Tshwa language ‏، النداو ‏، اللغة التسونجا، لغة الإشارة الزيمبابوية ‏، اللغة السوتية، تونغا ‏، اللغة التسوانية، اللغة الفيندية، اللغة الكوسية |
| العملة                                                    | مانات أذربيجاني | دولار أمريكي |
| الناتج المحلي الإجمالي (بليون دولار)                      | 40.75 مليار     | 17.85 مليار |
| الناتج المحلي الإجمالي (تعادل القوة الشرائية) بليون دولار | 171.56 مليار    | 27.88 مليار |
| الناتج المحلي الإجمالي الاسمي للفرد دولار أمريكي          | 5.50 ألف        | 924 |
| الناتج المحلي الإجمالي للفرد دولار أمريكي                 | 17.52 ألف       | 1.79 ألف |
| مؤشر التنمية البشرية                                      | 0.751           | 0.509 |
| رمز المكالمات الدولي                                      | +994            | +263 |
| رمز الإنترنت                                              | .az             | .zw |
| المنطقة الزمنية                                           | ت ع م+04:00     | ت ع م+02:00 |

## منظمات دولية مشتركة
يشترك البلدان في عضوية مجموعة من المنظمات الدولية، منها:
| علم المنظمة | اسم المنظمة                               | تاريخ انضمام أذربيجان | تاريخ انضمام زيمبابوي |
| ----------- | ----------------------------------------- | --------------------- | --------------------- |
|             | مؤسسة التنمية الدولية                     | 31 مارس 1995          | 29 سبتمبر 1980        |
|             | الأمم المتحدة                             | 2 مارس 1992           | 25 أغسطس 1980         |
|             | منظمة الشرطة الجنائية الدولية             | ?                     | ?                     |
|             | المركز الدولي لتسوية المنازعات الاستشارية | 18 أكتوبر 1992        | 19 يونيو 1994         |
|             | الاتحاد الدولي للاتصالات                  | 10 أبريل 1992         | 10 فبراير 1981        |
|             | البنك الدولي للإنشاء والتعمير             | 18 سبتمبر 1992        | 29 سبتمبر 1980        |
|             | الاتحاد البريدي العالمي                   | ?                     | ?                     |
|             | منظمة حظر الأسلحة الكيميائية              | ?                     | ?                     |
|             | مؤسسة التمويل الدولية                     | 11 أكتوبر 1995        | 29 سبتمبر 1980        |
|             | وكالة ضمان الاستثمار متعدد الأطراف        | 23 سبتمبر 1992        | 10 أبريل 1992         |
|             | يونسكو                                    | 3 يونيو 1992          | 22 سبتمبر 1980        |

## وصلات خارجية
- موقع وزارة الخارجية الأذربيجانية
- موقع وزارة الخارجية الزيمبابوية